# Middagstjärnen (Hede socken, Härjedalen)
Middagstjärnen är en sjö i Härjedalens kommun i Härjedalen och ingår i Ljusnans huvudavrinningsområde.